# 広島県道230号山内停車場線
広島県道230号山内停車場線（ひろしまけんどう230ごう やまのうちていしゃじょうせん）は、広島県庄原市を通る一般県道である。

## 概要
JR西日本芸備線 山ノ内駅から広島県道442号実留山内線交点を結ぶ。駅名は山ノ内だが、町名・路線名称は山内である。

### 路線データ
- 起点：庄原市山内町（JR西日本芸備線 山ノ内駅前）
- 終点：庄原市山内町（広島県道442号実留山内線交点）
- 総延長：570 m

## 地理

### 通過する自治体
- 庄原市

### 交差する道路
| 交差する道路            | 交差する場所 | 交差する場所 |
| ----------------------- | ------------ | ------------ |
| 広島県道442号実留山内線 | 山内町       | 終点         |

### 沿線
- JR西日本芸備線 山ノ内駅